# Masters de Madrid 2024
El Mutua Madrid Open 2024 fue un torneo de tenis ATP Tour Masters 1000 en su rama masculinay WTA 1000 en la femenina que se disputó en la Caja Mágica de Madrid (España). Es el segundo Masters 1000 en polvo de ladrillo para el ATP Tour y el primer WTA 1000 en polvo de ladrillo de la temporada para el WTA Tour. Se celebró del 24 de abril al 5 de mayo de 2024.
La ATP utilizó esta edición para probar nuevas reglas de dobles, incluido un reloj de servicio más corto y la reserva de espacios para que los equipos participen en torneos utilizando sus clasificaciones de individuales.

## Puntos y premios en efectivo

### Distribución de puntos
| Evento                  | G    | F   | SF  | CF  | R16 | R32 | R64 | R128 | C  | C2 | C1 |
| Individuales masculinos | 1000 | 650 | 400 | 200 | 100 | 50  | 30  | 10   | 20 | 10 | 0  |
| Dobles masculinos       | 1000 | 600 | 360 | 180 | 90  | 0   | —   | —    | —  | —  | —  |
| Individuales femeninos  | 1000 | 650 | 390 | 215 | 120 | 65  | 35  | 10   | 30 | 20 | 2  |
| Dobles femeninos        | 1000 | 650 | 390 | 215 | 120 | 10  | —   | —    | —  | —  | —  |

### Premios en efectivo
| Evento                  | G        | F        | SF       | CF       | R16     | R32     | R64     | R128    | C2      | C1    |
| Individuales masculinos | €963 225 | €512 260 | €284 590 | €161 995 | €88 440 | €51 665 | €30 225 | €20 360 | €11 820 | €6130 |
| Individuales femeninos  | €963 225 | €512 260 | €284 590 | €161 995 | €88 440 | €51 665 | €30 225 | €20 360 | €11 820 | €6130 |
| Dobles masculinos       | €391 680 | €207 660 | €111 360 | €55 690  | €29 860 | €16 320 | —       | —       | —       | —     |
| Dobles femeninos        | €391 680 | €207 660 | €111 360 | €55 690  | €29 860 | €16 320 | —       | —       | —       | —     |

## Cabezas de serie
Los cabezas de serie se basaron en las clasificaciones ATP al 22 de abril de 2024. Las clasificaciones y los puntos anteriores son al 22 de abril de 2024.

### Individuales masculino
| N.º | Rank. | Tenista                 | Puntos | Puntos por defender | Puntos ganados | Nuevos puntos | Ronda hasta la que avanzó en el torneo                 |
| 1   | 2     | Jannik Sinner           | 8660   | 0                   | 200            | 8860          | Cuartos de final, se retiró ante Félix Auger-Aliassime |
| 2   | 3     | Carlos Alcaraz          | 8145   | 1000                | 200            | 7345          | Cuartos de final, perdió ante Andrey Rublev [7]        |
| 3   | 4     | Daniil Medvédev         | 7085   | 90                  | 200            | 7195          | Cuartos de final, se retiró ante Jiří Lehečka [30]     |
| 4   | 5     | Alexander Zverev        | 5425   | 90                  | 100            | 5435          | Cuarta ronda, perdió ante Francisco Cerúndolo [21]     |
| 5   | 6     | Casper Ruud             | 4480   | (45)                | 100            | 4535          | Cuarta ronda, perdió ante Félix Auger-Aliassime        |
| 6   | 7     | Stefanos Tsitsipas      | 4030   | 180                 | 10             | 3860          | Segunda ronda, perdió ante Thiago Monteiro [Q]         |
| 7   | 8     | Andrey Rublev           | 3830   | 90                  | 1000           | 4740          | Campeón, venció a Félix Auger-Aliassime                |
| 8   | 9     | Hubert Hurkacz          | 3675   | 45                  | 100            | 3730          | Cuarta ronda, perdió ante Taylor Fritz [12]            |
| 9   | 10    | Grigor Dimitrov         | 3640   | 45                  | 10             | 3605          | Segunda ronda, perdió ante Jakub Mensik                |
| 10  | 11    | Álex de Miñaur          | 3470   | 45                  | 10             | 3435          | Segunda ronda, perdió ante Rafael Nadal [PR]           |
| 11  | 12    | Holger Rune             | 3245   | 45                  | 50             | 3250          | Tercera ronda, perdió ante Tallon Griekspoor [24]      |
| 12  | 13    | Taylor Fritz            | 2560   | 90                  | 400            | 2870          | Semifinales, perdió ante Andrey Rublev [7]             |
| 13  | 14    | Ugo Humbert             | 2535   | (175)               | 50             | 2410          | Tercera ronda, perdió ante Jan-Lennard Struff [23]     |
| 14  | 15    | Ben Shelton             | 2480   | (70)                | 50             | 2460          | Tercera ronda, perdió ante Aleksandr Búblik [17]       |
| 15  | 16    | Tommy Paul              | 2350   | (100)               | 50             | 2300          | Tercera ronda, perdió ante Francisco Cerúndolo [21]    |
| 16  | 17    | Karen Khachanov         | 2080   | 180                 | 100            | 2000          | Cuarta ronda, perdió ante Jannik Sinner [1]            |
| 17  | 18    | Aleksandr Búblik        | 1992   | (37)                | 100            | 2055          | Cuarta ronda, perdió ante Daniil Medvédev [3]          |
| 18  | 19    | Sebastián Báez          | 1955   | 45                  | 50             | 1960          | Tercera ronda, perdió ante Taylor Fritz [12]           |
| 19  | 20    | Adrian Mannarino        | 1875   | 10                  | 10             | 1875          | Segunda ronda, perdió ante Félix Auger-Aliassime       |
| 20  | 21    | Frances Tiafoe          | 1685   | 45                  | 10             | 1650          | Segunda ronda, perdió ante Pedro Cachín                |
| 21  | 22    | Francisco Cerúndolo     | 1680   | 10                  | 200            | 1870          | Cuartos de final, perdió ante Taylor Fritz [12]        |
| 22  | 23    | Nicolás Jarry           | 1675   | 10                  | 10             | 1675          | Segunda ronda, perdió ante Flavio Cobolli              |
| 23  | 24    | Jan-Lennard Struff      | 1628   | 608                 | 100            | 1120          | Cuarta ronda, perdió ante Carlos Alcaraz [2]           |
| 24  | 25    | Tallon Griekspoor       | 1505   | 10                  | 100            | 1595          | Cuarta ronda, perdió ante Andrey Rublev [7]            |
| 25  | 26    | Sebastian Korda         | 1485   | 10                  | 50             | 1525          | Tercera ronda, perdió ante Daniil Medvédev [3]         |
| 26  | 27    | Tomás Martín Etcheverry | 1475   | (25)                | 10             | 1460          | Segunda ronda, perdió ante Denis Shapovalov [PR]       |
| 27  | 28    | Alejandro Davidovich    | 1355   | 90                  | 50             | 1315          | Tercera ronda, perdió ante Andrey Rublev [7]           |
| 28  | 29    | Lorenzo Musetti         | 1355   | (25)                | 10             | 1340          | Segunda ronda, perdió ante Thiago Seyboth Wild         |
| 29  | 30    | Cameron Norrie          | 1345   | 45                  | 50             | 1350          | Tercera ronda, perdió ante Casper Ruud [5]             |
| 30  | 31    | Jiří Lehečka            | 1305   | 10                  | 400            | 1695          | Semifinales, se retiró ante Félix Auger-Aliassime      |
| 31  | 32    | Arthur Fils             | 1273   | (32)                | 10             | 1251          | Segunda ronda, perdió ante Daniel Altmaier             |
| 32  | 33    | Jordan Thompson         | 1256   | (75)                | 10             | 1191          | Segunda ronda, perdió ante Pavel Kotov                 |

- Ranking del 22 de abril de 2024.[4]

#### Bajas masculinas (cabezas de serie o sembrados)
| Clasif | Jugador        | Puntos Antes | Puntos a defender | Puntos ganados | Puntos después | Baja debido a |
| ------ | -------------- | ------------ | ----------------- | -------------- | -------------- | ------------- |
| 1      | Novak Djokovic | 9990         | 0                 | 0              | 9990           | Descanso.     |

### Dobles masculino
| Tenistas                                 | Ranking | Preclasificado |
| Rohan Bopanna Matthew Ebden              | 3       | 1              |
| Marcel Granollers Horacio Zeballos       | 6       | 2              |
| Joe Salisbury Neal Skupski               | 16      | 3              |
| Ivan Dodig Austin Krajicek               | 17      | 4              |
| Santiago González Édouard Roger-Vasselin | 23      | 5              |
| Kevin Krawietz Tim Puetz                 | 26      | 6              |
| Wesley Koolhof Nikola Mektić             | 30      | 7              |
| Hugo Nys Jan Zieliński                   | 37      | 8              |
| Marcelo Arévalo Mate Pavić               | 42      | 9              |
| Jamie Murray Michael Venus               | 51      | 10             |
| Simone Bolelli Andrea Vavassori          | 52      | 11             |
| Ivan Dodig Austin Krajicek               | 53      | 12             |
| Andrés Molteni John Peers                | 53      | 13             |
| Lloyd Glasspool Jean-Julien Rojer        | 55      | 14             |
| Nathaniel Lammons Jackson Withrow        | 56      | 15             |
| Sadio Doumbia Fabien Reboul              | 65      | 16             |

### Individuales femenino
| N.º | Rank. | Tenista                  | Puntos | Puntos por defender | Puntos ganados | Nuevos puntos | Ronda hasta la que avanzó en el torneo              |
| 1   | 1     | Iga Świątek              | 10 560 | 650                 | 1000           | 10 910        | Campeona, venció a Aryna Sabalenka [2]              |
| 2   | 2     | Aryna Sabalenka          | 7848   | 1000                | 650            | 7498          | Final, perdió ante Iga Świątek [1]                  |
| 3   | 3     | Cori Gauff               | 7258   | 65                  | 120            | 7313          | Cuarta ronda, perdió ante Madison Keys [18]         |
| 4   | 4     | Elena Rybakina           | 6293   | 10                  | 390            | 6673          | Semifinales, perdió ante Aryna Sabalenka [2]        |
| 5   | 6     | María Sákkari            | 4195   | 390                 | 120            | 3925          | Cuarta ronda, perdió ante Beatriz Haddad Maia [11]  |
| 6   | 8     | Qinwen Zheng             | 4000   | 65                  | 10             | 3945          | Segunda ronda, se retiró ante Yulia Putintseva      |
| 7   | 7     | Markéta Vondroušová      | 4090   | 65                  | 65             | 4090          | Tercera ronda, perdió ante Mirra Andreeva           |
| 8   | 9     | Ons Jabeur               | 3533   | 0                   | 215            | 3748          | Cuartos de final, perdió ante Madison Keys [18]     |
| 9   | 10    | Jeļena Ostapenko         | 3438   | 65                  | 120            | 3493          | Cuarta ronda, perdió ante Ons Jabeur [8]            |
| 10  | 11    | Daria Kasatkina          | 3313   | 120                 | 120            | 3313          | Cuarta ronda, perdió ante Yulia Putintseva          |
| 11  | 14    | Beatriz Haddad Maia      | 2830   | 10                  | 215            | 3035          | Cuartos de final, perdió ante Iga Świątek [1]       |
| 12  | 13    | Jasmine Paolini          | 2938   | 10                  | 120            | 3048          | Cuarta ronda, perdió ante Mirra Andreeva            |
| 13  | 15    | Danielle Collins         | 2639   | 0                   | 120            | 2759          | Cuarta ronda, perdió ante Aryna Sabalenka [2]       |
| 14  | 16    | Ekaterina Alexandrova    | 2560   | 120                 | 10             | 2450          | Segunda ronda, perdió ante Ashlyn Krueger           |
| 15  | 17    | Liudmila Samsonova       | 2550   | 120                 | 65             | 2495          | Tercera ronda, perdió ante Madison Keys [18]        |
| 16  | 18    | Elina Svitolina          | 2458   | (67)                | 10             | 2400          | Segunda ronda, perdió ante Sara Sorribes            |
| 17  | 19    | Veronika Kudermetova     | 2383   | 390                 | 10             | 2003          | Segunda ronda, perdió ante Lourdes Carlé [Q]        |
| 18  | 20    | Madison Keys             | 2298   | 0                   | 390            | 2688          | Semifinales, perdió ante Iga Świątek [1]            |
| 19  | 23    | Emma Navarro             | 2158   | (80)                | 65             | 2143          | Tercera ronda, perdió ante Beatriz Haddad Maia [11] |
| 20  | 22    | Anastasia Pavlyuchenkova | 2161   | 35                  | 65             | 2191          | Tercera ronda, perdió ante Daria Kasatkina [10]     |
| 21  | 24    | Caroline Garcia          | 2068   | 65                  | 65             | 2068          | Tercera ronda, perdió ante Jasmine Paolini [12]     |
| 22  | 27    | Barbora Krejčiková       | 1942   | 120                 | 10             | 1832          | Segunda ronda, perdió ante Jaqueline Cristian [Q]   |
| 23  | 26    | Victoria Azarenka        | 1969   | 10                  | 65             | 2024          | Tercera ronda, perdió ante Sara Sorribes            |
| 24  | 25    | Anna Kalinskaya          | 1971   | 65                  | 10             | 1916          | Segunda ronda, perdió ante Sara Bejlek [Q]          |
| 25  | 21    | Marta Kostyuk            | 2235   | 10                  | 10             | 2235          | Segunda ronda, perdió ante Mayar Sherif             |
| 26  | 28    | Katie Boulter            | 1802   | (70)                | 10             | 1742          | Segunda ronda, perdió ante Robin Montgomery [WC]    |
| 27  | 30    | Sorana Cîrstea           | 1748   | (195)               | 65             | 1618          | Tercera ronda, perdió ante Iga Świątek [1]          |
| 28  | 29    | Elise Mertens            | 1794   | 120                 | 10             | 1684          | Segunda ronda, perdió ante Sloane Stephens          |
| 29  | 31    | Linda Nosková            | 1674   | 0                   | 10             | 1684          | Segunda ronda, perdió ante Mirra Andreeva           |
| 30  | 32    | Anhelina Kalinina        | 1666   | 10                  | 10             | 1666          | Segunda ronda, perdió ante Caroline Dolehide        |
| 31  | 34    | Dayana Yastremska        | 1597   | (87)                | 80             | 1590          | Tercera ronda, perdió ante Cori Gauff [3]           |
| 32  | 35    | Leylah Fernandez         | 1520   | 10                  | 65             | 1575          | Tercera ronda, perdió ante Ons Jabeur [8]           |

- Ranking del 15 de abril de 2024.[6]

#### Bajas femeninas
| Rank. | Tenista          | Puntos antes | Puntos por defender | Puntos ganados | Puntos después | Motivo             |
| ----- | ---------------- | ------------ | ------------------- | -------------- | -------------- | ------------------ |
| 5     | Jessica Pegula   | 4870         | 215                 | 0              | 4655           | Molestias físicas. |
| 12    | Karolína Muchová | 2965         | 35                  | 0              | 2930           | Cirugía de muñeca. |

### Dobles femenino
| Tenista                            | Ranking | Preclasificada |
| Su-wei Hsieh Elise Mertens         | 3       | 1              |
| Nicole Melichar Ellen Perez        | 15      | 2              |
| Demi Schuurs Luisa Stefani         | 21      | 3              |
| Cori Gauff Taylor Townsend         | 29      | 4              |
| Lyudmyla Kichenok Jeļena Ostapenko | 37      | 5              |
| Barbora Krejčiková Laura Siegemund | 39      | 6              |
| Caroline Dolehide Desirae Krawczyk | 45      | 7              |
| Cristina Bucșa Sara Sorribes       | 64      | 8              |

## Campeones

### Individual masculino
Andrey Rublev venció a  Félix Auger-Aliassime por 4-6, 7-5, 7-5

### Individual femenino
Iga Świątek venció a  Aryna Sabalenka por 7-5, 4-6, 7-6(9-7)

### Dobles masculino
Sebastian Korda /  Jordan Thompson vencieron a  Ariel Behar /  Adam Pavlásek por 6-3, 7-6(9-7)

### Dobles femenino
Cristina Bucșa /  Sara Sorribes vencieron a  Barbora Krejčíková /  Laura Siegemund por 6-0, 6-2